# Museo Archeologico Nazionale di Napoli

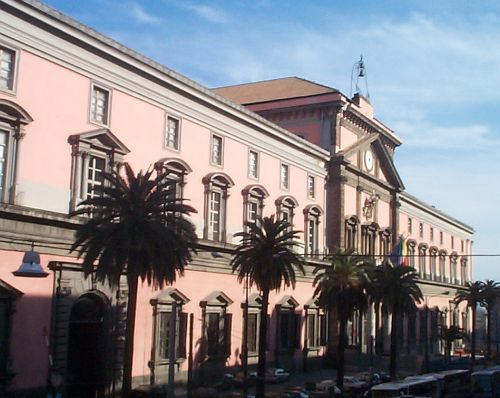
Museo Archeologico Nazionale di Napoli.

Museo Archeologico Nazionale di Napoli är ett av världens förnämsta antikmuseer, grundat 1738 av kung Karl av Bourbon. Det omfattar bland annat en stor antiksamling som denne ärvde av sin mor Elisabet Farnese, vidare fynd från Pompeji och Herculaneum, till exempel den berömda mosaiken Alexanderslaget samt ett pinakotek med verk av bland andra Rafael, Tizian och Brueghel.

## Byggnaden
Byggnaden, som används för museet, hade från början rests som en kavalleribarack och var under en tid säte för universitetet i Neapel (1616-1777) och byggdes ut i slutet av 1700-talet.

## Samlingar
Museet innehar omfattande samlingar av grekiska och romerska antikviteter. Deras kärna är från Farnese samlingen, som innehåller en samling av förnämliga klenoder (inklusive Farnese Cup, en ptolemaiska skål gjord av sardonyx och den mest kända pjäsen i "Treasure i Magnificent", och är grundad på föremål som samlats in av Cosimo de 'Medici och Lorenzo il Magnifico på 1400-talet) och Farnese Marbles. Bland de anmärkningsvärda verk som finns i museet är Herculaneum papyri, karboniserat av vulkanen Vesuvius och hittad efter 1752 i Villa dei Papyri.

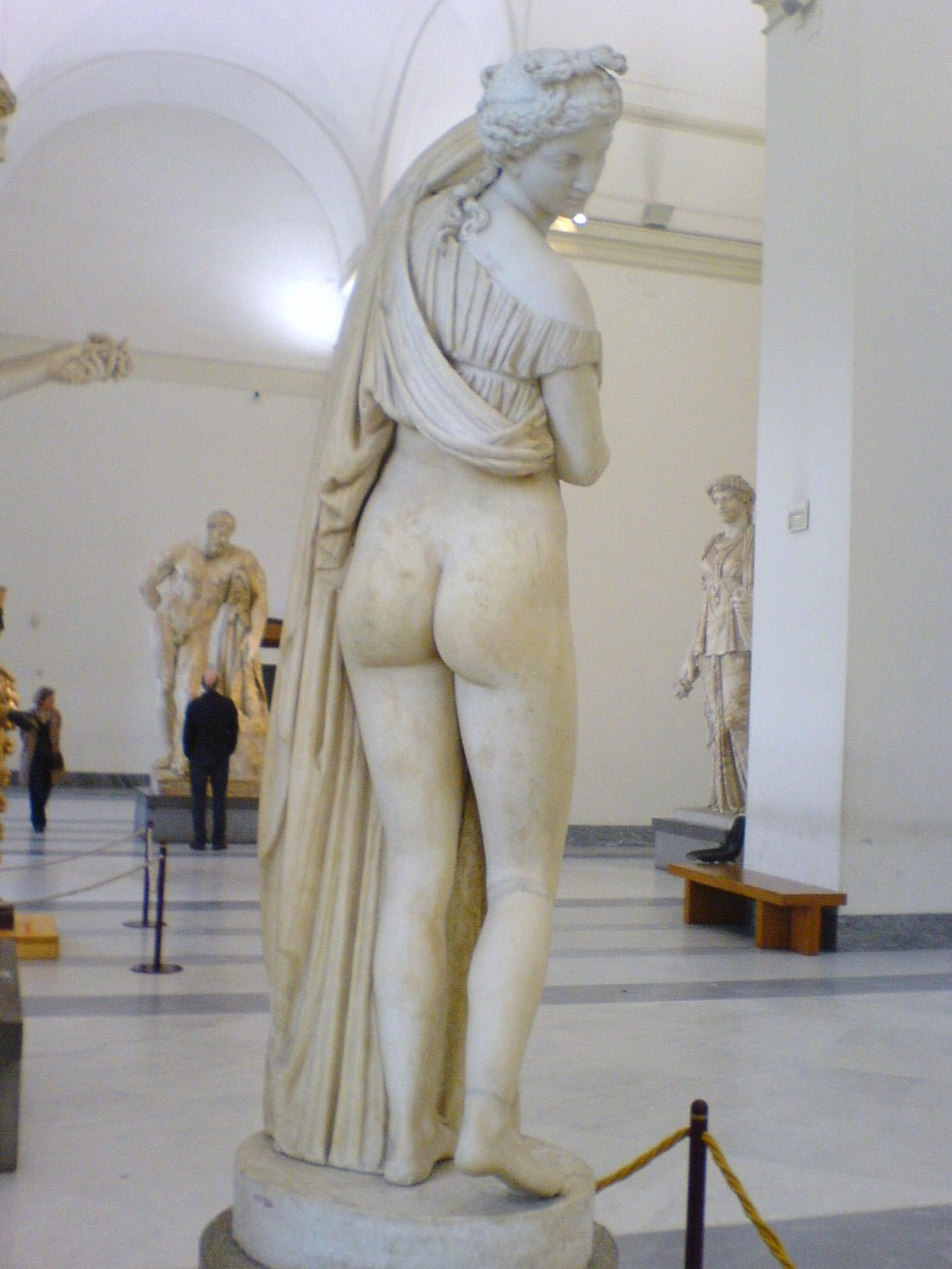
Venus Kallipygos.

### Skulpturer
Större delen av museets klassiska skulptursamling kommer från Farnese Marbles, som bl. a. innehåller romerska kopior av klassiska grekiska skulpturen, som i många fall är den enda överlevande indikationen på hur de förlorade verken av antika grekiska skulptörer som Kalamis, Kritios och Nesiotes såg ut. Många av dessa verk, särskilt de större, har flyttats till Museo di Capodimonte för visning på senare år.
- Farnese Hercules, som fastställde den europeiska bilden av Hercules,
- Farnese Atlas är den äldsta bevarade beskrivningen av Atlas från den grekiska mytologin, och den äldsta bilden av den västra konstellationen, möjligen baserat på stjärnkatalog för Hipparchos,
- Farnese Bull, allmänt anses vara den största enskilda skulpturen som någonsin bevarats från antiken,
- Gruppen Harmodius och Aristogeiton, en romersk kopia av ett bronsarbete som en gång stod i Agora i Aten,
- Venus Kallipygos,
- Venus Capua,
- Farnese Artemis, en romersk kopia av ett grekiskt original,
- en samling av byster av romerska kejsare,
- en uppsättning av romerska skulpturer (främst kopior av grekiska arbeten såsom Hercules) som en gång stod i Caracallas termer i Rom.

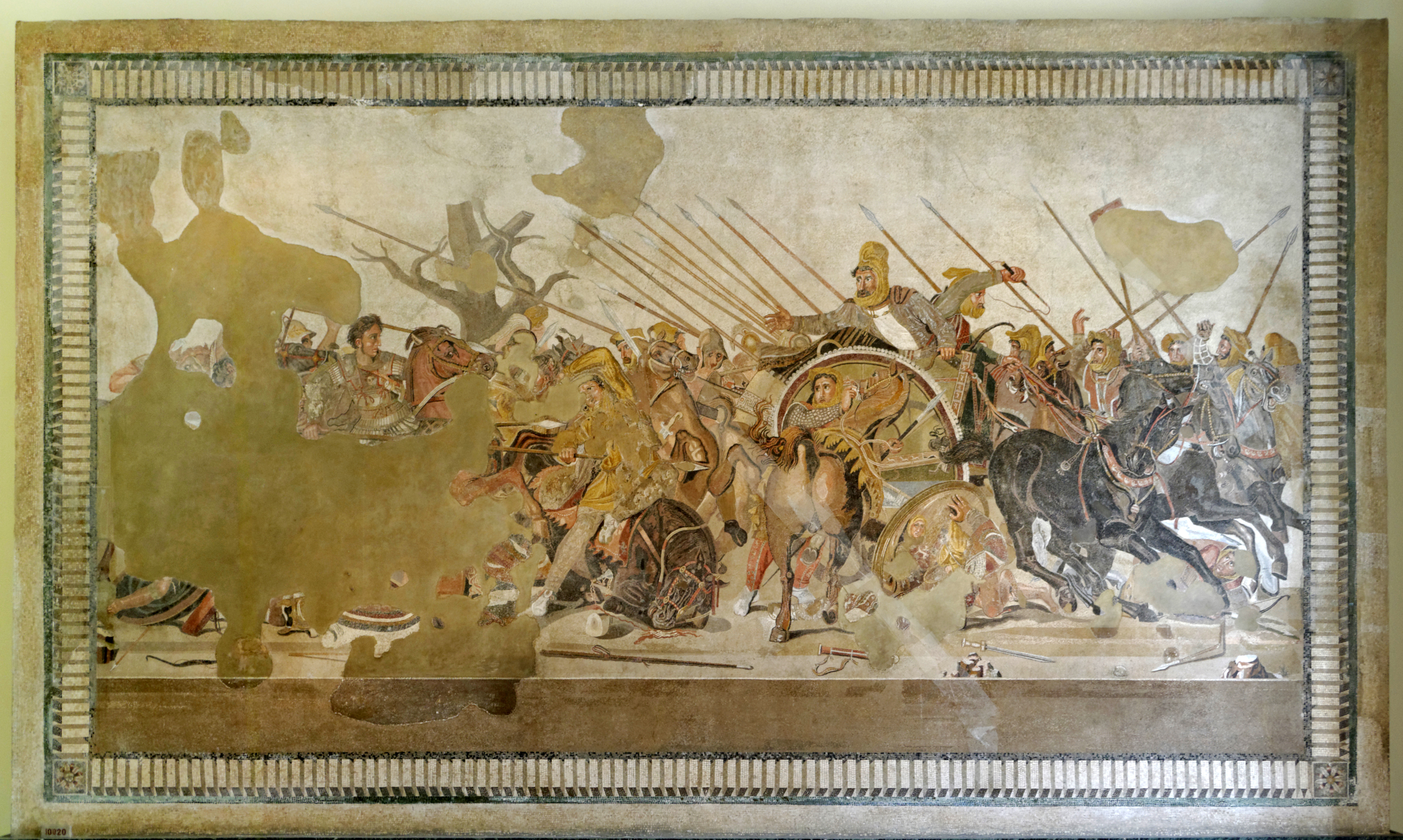
Alexandermosaiken.

### Mosaik
I museets mosaiksamling ingår ett antal viktiga mosaiker som tillvaratagits från ruinerna av Pompeji och andra vesuvianska städer. Detta inkluderar Alexandermosaiken, från ca 100 f.Kr., ursprungligen från Casa del Fauno di Pompei. Det skildrar slaget vid Issos mellan arméerna till Alexander den store och Darius III av Persien. En annan mosaik funnen i Pompeji avbildar en gladiator.

### Hemliga kabinettet
En separat avdelning på museet är det så kallade "hemliga kabinettet" (Gabinetto Segreto), inrättad under den bourbonska monarkin 1821. Denna avskilda del för museets samlingar av erotisk konst eller andra sexuella föremål, inrymmer mestadels material från utgrävningarna av Herculaneum och Pompeji. Tillträde till samlingarna var länge förbehållet "män av mogen ålder och erkänt god moral".
Den dåvarande museichefen beslöt istället 1849 att låta stänga kabinettet helt. Under det italienska kungadömet var tillgängligheten starkt begränsad, och under mellankrigstiden (i det fascistiska Italien) behövde en besökare besökstillstånd från utbildningsministern i Rom. Först 1971 gavs ministeriet nya regler för att kunna utfärda besökstillståndet till det hemliga kabinettet. Kvinnor tilläts inte besöka kabinettet förrän under 1980-talet.
Under 1990-talet genomgick kabinettet en omfattande ombyggnad, varefter det slutligen öppnades för allmänheten i april 2000. Besökare under 14 års ålder måste medföljas av en vuxen person. Det stora intresset för denna del av museet har gjort att besök dit måste förbokas (åtminstone enligt rapportering 2003). Anno 2020 bar avdelningen namnet Sala Erótica.